# The Wall (programma televisivo statunitense)
The Wall è stato un game show statunitense andato in onda sulla NBC dal 19 dicembre 2016 al 22 novembre 2017. Dal 20 novembre 2017 al 6 gennaio 2019 è andata in onda la versione omonima italiana con la conduzione di Gerry Scotti.

## Edizioni
| Edizione | Inizio           | Fine             | Conduzione     | Telespettatori | Share | Puntate |
| -------- | ---------------- | ---------------- | -------------- | -------------- | ----- | ------- |
| 1ª       | 19 dicembre 2016 | 21 febbraio 2017 | Chris Hardwick |                |       | 10      |
| 2ª       | 8 maggio 2017    | 22 novembre 2017 | Chris Hardwick |                |       | 12      |

## Svolgimento
The Wall è un game-show in cui il protagonista del gioco è un muro alto 12 metri, composto da 7 botole numerate e 15 caselle alla base di esso, nei quali cadranno delle "sfere", lanciate dalle botole, le quali possono essere:
- Verdi, che fanno guadagnare ai concorrenti il valore impresso sulle caselle nelle quali cadrà la sfera lanciata;
- Rosse, che fanno perdere ai concorrenti il valore impresso sulle caselle nelle quali cadrà la sfera lanciata;
- Bianche, che corrispondono ad una domanda, la cui risposta esatta le trasformerà in sfere verdi e la cui risposta errata le trasformerà in sfere rosse.

Ad ogni puntata partecipa una coppia di concorrenti, la quale ha l'obiettivo di vincere il più alto montepremi possibile, rispondendo a delle domande di cultura generale in tre round. Il montepremi potenziale può arrivare fino a  $12.374.994.

### Primo round
In questo round la coppia gioca insieme e ha lo scopo di rispondere a cinque domande, con due opzioni di risposta. Nel momento in cui viene fatta la domanda, vengono lanciate tre sfere dalle botole 1, 4 e 7 e i concorrenti devono rispondere con la possibilità di cambiare prima che una tra le sfere entri nelle caselle sottostanti il muro. Se la risposta è esatta, le sfere diventano verdi e fanno aggiungere il valore delle cifre delle caselle in cui sono cadute queste ultime al montepremi, mentre in caso di risposta errata o fuori tempo le sfere diventano rosse e la somma viene detratta dal montepremi. Se la coppia arriva a $ 0 alla fine del primo round il gioco finisce immediatamente e lasciano il gioco senza vincere nulla. Altrimenti, i loro guadagni diventano parte di un pagamento garantito che verrà loro offerto alla fine della partita. Il massimo che possono vincere in questo round è di $375,000.

### Secondo round
In questo round, i concorrenti vengono separati: uno resta di fronte al muro per caricare le sfere, mentre l'altro ha il compito di rispondere alle domande dentro una stanza insonorizzata senza sapere né se ha risposto correttamente o se ha sbagliato, né l'ammontare del montepremi accumulato. Durante questa fase di gioco, inizialmente, il concorrente di fronte al muro dovrà caricare le due sfere verdi nel muro, selezionando la botola cui fare cadere queste ultime che può essere la stessa oppure differente per le due sfere.
Successivamente, il concorrente isolato dovrà rispondere a tre domande con tre opzioni di risposta, mentre l'altro dovrà caricare le sfere nel muro. Se la risposta alla domanda sarà esatta la sfera diventerà verde e farà aggiungere denaro al montepremi, altrimenti questa diventerà rossa e farà detrarre denaro al proprio bottino.
Nella seconda e nella terza domanda, a discrezione del concorrente di fronte al muro, vi può essere la possibilità di fare un "Colpo doppio" o "Colpo triplo", in cui si possono lanciare due o tre sfere dalla stessa botola con lo scopo di raddoppiare o triplicare il montepremi che si andrà a determinare.
Dopo la terza domanda, se il totale della vittoria è di almeno $ 3 (poiché il minimo che potrebbe essere perso da due palle rosse è $ 2), due palle rosse cadono simultaneamente dalle stesse zone che sono state scelte per le due sfere verdi iniziali. L'importo massimo che una squadra può incassare in questo round è $ 1,999,998.

### Terzo round
Il gameplay procede come nel secondo round, ma ognuna delle tre domande ha ora quattro opzioni di risposta. Inoltre, quattro sfere verdi e quattro rosse vengono lanciate rispettivamente all'inizio e alla fine del round una alla volta, anziché simultaneamente. Le opzioni "Raddoppio" e "Triplo" sono disponibili come prima.
L'importo massimo che una squadra può incassare in questo round è $ 9,999,996.

### Il contratto
Dopo la terza domanda del Round 3, il giocatore isolato riceve un contratto dal presentatore e può firmarlo o distruggerlo. La firma del contratto fa rinunciare alla vincita ottenuta dal concorrente in studio in favore di un pagamento garantito, pari alle vincite in caduta libera più altri $ 20.000 per ogni domanda risolta correttamente nei Round 2 e 3. Se il giocatore isolato distrugge il contratto, la coppia riceve la vincita ottenuta durante i round. Dopo l'uscita delle 3 palle rosse nel Round 3 e viene ricalcolato la vincita totale potenziale dopo l'ultima domanda se c'è meno di $ 4, il giocatore isolato ritorna sul palco per rivelare la sua decisione. Solo a questo punto apprende il numero di risposte corrette date, il totale dei pagamenti e la somma vinta della coppia.
La vincita massima possibile garantita è di $ 495.000, ottenuta segnando $ 375.000 nel round 1 e rispondendo correttamente a tutte le domande nei Round 2 e 3. Il totale massimo che possono vincere è di $ 12,374,994, ottenuto rispondendo correttamente a ogni domanda, facendo cadere ogni palla verde nel slot con il valore più alto.

## Montepremi

### Primo round
Nel primo round, i premi disposti sul fondo del muro sono i seguenti:
| 1 $ | 5000 $ | 100 $ | 20000 $ | 10 $ | 10000 $ | 1 $ | 25000 $ | 1 $ | 10000 $ | 10 $ | 20000 $ | 100 $ | 5000 $ | 1 $ |

### Secondo round
Nel secondo round i premi disposti sul fondo del muro sono i seguenti:
| 1 $ | 5000 $ | 100 $ | 10000 $ | 10 $ | 25000 $ | 1 $ | 50000 $ | 1 $ | 100000 $ | 10 $ | 125000 $ | 100 $ | 250000 $ | 1 $ |

### Terzo round
Nel terzo round i premi disposti sul fondo del muro sono i seguenti:
| 1 $ | 50000 $ | 100 $ | 100000 $ | 10 $ | 200000 $ | 1 $ | 300000 $ | 1 $ | 400000 $ | 10 $ | 500000 $ | 100 $ | 1000 $ | 1 $ |

## The Wallnel mondo
| Paese            | Titolo                               | Presentatore       | Canale             | Data inizio                                |
| ---------------- | ------------------------------------ | ------------------ | ------------------ | ------------------------------------------ |
| Argentina        | The Wall: Construye tu vida          | Marley             | Telefe             | 1º ottobre 2017 – presente                 |
| Australia        | The Wall                             | Axle Whitehead     | Seven Network      | 30 ottobre 2017 – presente                 |
| Belgio           | The Wall: De muur die geeft en neemt | Niels Destadsbader | VTM                | 4 settembre 2017 – presente                |
| Brasile          | The Wall                             | Luciano Huck       | Rede Globo         | 2018                                       |
| Canada ( Québec) | Face au Mur                          | Maripier Morin     | TVA                | 2017                                       |
| Cile             | The Wall: Cambia tu vida             | TBA                | Chilevision        | 2018                                       |
| Colombia         | The Wall                             | Andrea Serna       | Caracol Television | 2018                                       |
| Francia          | The Wall : Face au mur               | Julien Courbet     | C8                 | 27 febbraio 2017 – presente                |
| Germania         | The Wall                             | Frank Buschmann    | RTL                | 1º luglio 2017 – presente                  |
| Ungheria         | A Fal                                | Balázs Sebestyén   | RTL Klub           | 19 novembre 2017/ Originale: febbraio 2018 |
| Italia           | The Wall                             | Gerry Scotti       | Canale 5           | 20 novembre 2017 – 7 gennaio 2019          |
| Norvegia         |                                      | TBA                |                    |                                            |
| Polonia          | The Wall. Wygraj marzenia            | Paweł Orleański    | TVP 1              | 22 settembre 2017 – presente               |
| Romania          | The Wall – Marele Zid                | Valentin Butnaru   | Antena 1           | 13 settembre 2017 – presente               |
| Russia           | Стена                                | Andrey Malakhov    | Russia 1           | 22 ottobre                                 |
| Spagna           | The Wall: Cambia tu vida             | Carlos Sobera      | Telecinco          | 23 giugno 2017 - 8 settembre 2017          |
| Thailandia       | TBA                                  | TBA                | TBA                | gennaio 2018                               |
| Uruguay          | The Wall: Cumplí tu Sueño            | Rafael Cotelo      | Canal 10           | 2018                                       |